# Lepidonectes clarkhubbsi
Lepidonectes clarkhubbsi es una especie de pez de la familia Tripterygiidae en el orden Perciformes.

## Morfología
Los machos pueden llegar alcanzar los 6,5 cm de longitud total.

## Alimentación
Se alimenta de algas y invertebrados pequeños.

## Hábitat
Es un pez de mar y de clima tropical y demersal que vive entre 2-12 m de profundidad.

## Distribución geográfica
Se encuentra en el Pacífico oriental central: Costa Rica y Panamá.

## Observaciones
Es inofensivo para los humanos.